# Гайнц Бедун
Гайнц Бедун (нім. Heinz Beduhn; 11 серпня 1907, Берлін — 2 серпня 1940, Північне море) — німецький офіцер-підводник, корветтен-капітан крігсмаріне.

## Біографія
1 квітня 1926 року вступив у рейхсмаріне. З 1 травня 1936 року — командир підводних човнів U-10 і U-16, з 30 вересня по 31 жовтня 1937 року — U-18, з 8 квітня 1940 року — U-23, з 20 травня 1940 року — U-25. 2 серпня 1940 року човен наткнувся на морську міну на північ від Терсхеллінгу (54°14′ пн. ш. 3°07′ сх. д.) та потонув з усім екіпажем (49 осіб).
Всього за час бойових дій здійснив 3 походи (загалом 45 днів у морі), потопив 1 і пошкодив ще 1 корабель.
| Дата           | Назва корабля          | Тип                | Екіпаж           | Тоннаж, брт | Країна |
| -------------- | ---------------------- | ------------------ | ---------------- | ----------- | ------ |
| 13 червня 1940 | «Скотстаун»            | Допоміжний крейсер | 352 (7 загиблих) | 17,046      | br     |
| 19 червня 1940 | Brumaire (пошкоджений) | Танкер             |                  | 7,638       | fr     |

## Звання
- Кандидат в офіцери (1 квітня 1926)
- Кадет (26 жовтня 1926)
- Фенріх-цур-зее (1 квітня 1928)
- Обер-фенріх-цур-зее (1 червня 1930)
- Лейтенант-цур-зее (1 жовтня 1930)
- Оберлейтенант-цур-зее (1 квітня 1933)
- Капітан-лейтенант (1 квітня 1936)
- Корветтен-капітан (1 серпня 1940)

## Нагороди
- Медаль «За вислугу років у Вермахті» 4-го і 3-го класу (12 років)
- Нагрудний знак підводника (30 червня 1940)
- Залізний хрест 2-го класу (30 червня 1940)